# Ferrières-les-Verreries
Ferrières-les-Verreries – miejscowość i gmina we Francji, w regionie Oksytania, w departamencie Hérault.
Według danych na rok 1990 gminę zamieszkiwały 23 osoby, a gęstość zaludnienia wynosiła 1 osób/km² (wśród 1545 gmin Langwedocji-Roussillon Ferrières-les-Verreries plasuje się na 876. miejscu pod względem liczby ludności, natomiast pod względem powierzchni na miejscu 313.).